# Hadena delecta
Hadena delecta är en fjärilsart som beskrevs av Barnes och Mcdunnough 1916. Hadena delecta ingår i släktet Hadena och familjen nattflyn. Inga underarter finns listade i Catalogue of Life.